# Episodi di Chicago P.D. (seconda stagione)
La seconda stagione della serie televisiva Chicago P.D., composta da 23 episodi, è stata trasmessa per la prima volta sul canale statunitense NBC dal 24 settembre 2014 al 20 maggio 2015.
In Italia la stagione è stata trasmessa in prima visione sul canale a pagamento Premium Crime dal 20 novembre 2015 al 5 febbraio 2016, mentre in chiaro è andata in onda su Italia 1 dal 4 luglio 2016.
| nº | Titolo originale               | Titolo italiano        | Prima TV USA      | Prima TV Italia  |
| -- | ------------------------------ | ---------------------- | ----------------- | ---------------- |
| 1  | Call It Macaroni               | Effetto domino         | 24 settembre 2014 | 20 novembre 2015 |
| 2  | Get My Cigarettes              | Vecchi amici           | 1º ottobre 2014   | 20 novembre 2015 |
| 3  | The Weigh Station              | La lista               | 8 ottobre 2014    | 27 novembre 2015 |
| 4  | Chicken, Dynamite, Chainsaw    | Soldi facili           | 15 ottobre 2014   | 27 novembre 2015 |
| 5  | An Honest Woman                | Una donna onesta       | 22 ottobre 2014   | 4 dicembre 2015  |
| 6  | Prison Ball                    | Testimone unica        | 5 novembre 2014   | 4 dicembre 2015  |
| 7  | They'll Have to Go Through Me  | Sul mio cadavere       | 12 novembre 2014  | 11 dicembre 2015 |
| 8  | Assignment of the Year         | Incarico dell'anno     | 19 novembre 2014  | 11 dicembre 2015 |
| 9  | Called in Dead                 | Meglio morto           | 10 dicembre 2014  | 18 dicembre 2015 |
| 10 | Shouldn't Have Been Alone      | Non lasciarmi solo     | 7 gennaio 2015    | 18 dicembre 2015 |
| 11 | We Don't Work Together Anymore | Mai più insieme        | 14 gennaio 2015   | 25 dicembre 2015 |
| 12 | Disco Bob                      | Una famiglia distrutta | 21 gennaio 2015   | 25 dicembre 2015 |
| 13 | A Little Devil Complex         | Il piromane            | 4 febbraio 2015   | 1º gennaio 2016  |
| 14 | Erin's Mom                     | Una madre              | 11 febbraio 2015  | 1º gennaio 2016  |
| 15 | What Do You Do                 | Che stai facendo!      | 18 febbraio 2015  | 8 gennaio 2016   |
| 16 | What Puts You on that Ledge    | Il baratro             | 25 febbraio 2015  | 8 gennaio 2016   |
| 17 | Say Her Real Name              | Di’ il suo nome        | 25 marzo 2015     | 15 gennaio 2016  |
| 18 | Get Back to Even               | Un favore ricambiato   | 1º aprile 2015    | 15 gennaio 2016  |
| 19 | The Three Gs                   | La tratta              | 8 aprile 2015     | 22 gennaio 2016  |
| 20 | The Number of Rats             | Casi collegati         | 29 aprile 2015    | 22 gennaio 2016  |
| 21 | There's My Girl                | Nadia                  | 6 maggio 2015     | 29 gennaio 2016  |
| 22 | Push the Pain Away             | Una strage perfetta    | 13 maggio 2015    | 29 gennaio 2016  |
| 23 | Born Into Bad News             | La vendetta            | 20 maggio 2015    | 5 febbraio 2016  |

## Effetto domino
- Titolo originale: Call It Macaroni
- Diretto da: Mark Tinker
- Scritto da: Matt Olmstead

### Trama
Voight viene interrogato dagli Affari Interni in merito all'omicidio di Jin. L'Intelligence scopre che Jin lavorava per gli Affari Interni e che dietro all'omicidio c'è l'agente Stillwell, che aveva ucciso Jin perché lui si era stancato di farsi ricattare e minacciare da Stillwell e voleva raccontare l'accaduto a Voight. Contemporaneamente la squadra indaga su alcune minacce di morte da parte di un gruppo, responsabile di alcuni omicidi. Intanto Burgess si affianca al suo nuovo partner Sean Roman. Voight riesce a far incriminare Stillwell, grazie alle informazioni contenute in una chiavetta che Jin aveva lasciato a Jay e che quest'ultimo gli aveva dato. L'agente corrotto si vendica cercando di fare arrestare Voight con la scusa delle bustarelle, che lo stesso Stillwell si era fatto dare ricattando Voight per arricchirsi. Ma Voight minaccia il comandante degli Affari Interni (sapendo che anche lui è corrotto) di fare affondare anche lui, e l'uomo, per evitare di essere accusato, cede e decide di lasciar perdere la cosa, ignorando le accuse di Stillwell e lasciando andare Voight. Nel frattempo, la squadra di Voight riesce ad arrestare il boss mafioso Oscar Bembenek, ma durante lo scontro a fuoco Jay uccide il fratello del boss che aveva cercato di sparargli e Bembenek decide di vendicarsi mettendo dalla prigione una taglia sulla testa di Jay.
- Guest star: Dora Madison (Informatrice Alissa "Jellybean" Martin).
- Curiosità: l'attrice Dora Madison è celebre all'interno del franchise One Chicago per il ruolo del paramedico Jessica "Chili" Chilton, che ha interpretato nella serie madre Chicago Fire per due stagioni, dal 2015 al 2016 in un totale di 17 episodi. Il personaggio è la sorella gemella dell'informatrice, apparsa in questo episodio, e poi deceduta.

## Vecchi amici
- Titolo originale: Get My Cigarrettes
- Diretto da: Arthur W. Forney
- Scritto da: Craig Gore e Tim Walsh

### Trama
L'Intelligence indaga su una serie di omicidi, opera di un serial killer che uccide con un fucile a pompa. Si scopre che l'ultima vittima del killer era una vecchia conoscenza di Voight e Olinsky. Intanto Burgess e Roman indagano su una serie di rapine. Si scoprirà che in realtà il serial killer era il figlio di una coppia vittima degli strozzini e che gli uomini che ha ucciso erano gli strozzini che avevano picchiato suo padre davanti a lui, quando non ha potuto ripagare i soldi del debito essendo l'azienda fallita e che lui ha agito così solo per proteggere la sua famiglia. Il ragazzo viene convinto dalla madre in ospedale e da Jay a lasciarsi aiutare e si lascia arrestare. Dopo aver risolto il caso, mentre Jay è al bar con Erin, un sicario ingaggiato da Bembenek tenta di uccidere lui ed Erin, ma la ragazza riesce a proteggere il collega e a rispondere al fuoco mettendo in fuga il sicario.

## La lista
- Titolo originale: The Weigh Station
- Diretto da: Nick Gomez
- Scritto da: Mike Batistick

### Trama
In un bar, Halstead rimane vittima di un criminale polacco che ferisce per sbaglio un barista del locale. Voight e la sua squadra indagano sull'accaduto. Dopo aver trovato il criminale e averlo arrestato, Voight lo minaccia dandogli due opzioni: spiegargli perché ha cercato di uccidere Jay oppure venire rinchiuso in un silos e morire di fame lì dentro. Il criminale cede e rivela di essere un sicario che il boss mafioso Oscar Bembenek ha ingaggiato per uccidere Jay e vendicare così la morte del fratello. Inoltre, rivela che il boss ha assoldato un altro sicario, di cui lui non sa il nome, per vendicarsi di coloro che lo avevano fatto condannare in prigione. Voight chiede aiuto a un ex sicario che riesce a scoprire il nome dell'altro sicario e, grazie all'aiuto di Jay e dell'ex sicario, riesce a fermare l'assassino. Sapendo che il boss ha ucciso la propria fidanzata, Alvin lo fa rinchiudere di proposito nella cella del fratello della sua ragazza, che lo uccide per vendicare la morte della sorella. Intanto Platt e Nadia raggiungono un compromesso.

## Soldi facili
- Titolo originale: Chicken, Dynamite, Chainsaw
- Diretto da: Reza Tabrizi
- Scritto da: Mo Masi

### Trama
Voight e la sua squadra indagano sulla sparizione della figlia di un politico e della sua amica, ma Voight crede che il politico abbia alcuni nemici. Intanto Platt chiede a Burgess e Roman di organizzare una fiera per incitare i cittadini a consegnare le armi in cambio di una cifra in contanti. Una delle armi però potrebbe fornire informazioni su un caso irrisolto.
- Guest star: Armand Schultz (Colin Becks).

## Una donna onesta
- Titolo originale: An Honest Woman
- Diretto da: Mark Tinker
- Scritto da: Mike Weiss (accreditato come Michael Weiss)

### Trama
Voight, mentre si trova assieme a Olive, subisce una rapina in casa da due criminali che prendono in ostaggio lui e la compagna incinta del figlio. Burgess e Roman indagano su un furto di un distintivo della polizia, invece Dawson lavora sotto copertura per incastrare un criminale.

## Testimone unica
- Titolo originale: Prison Ball
- Diretto da: Sanford Bookstaver
- Scritto da: Eduardo Javier Canto e Ryan Maldonado

### Trama
Mentre Linsday valuta se accettare l'offerta di lavoro della Task Force, la squadra indaga sull'omicidio di una bambina di dieci anni che doveva testimoniare a un processo. Per le indagini, Atwater e Ruzek vanno sotto copertura in un penitenziario federale fingendosi carcerati, Dawson fingendosi una guardia penitenziaria.

## Sul mio cadavere
- Titolo originale: They'll Have to Go Through Me
- Diretto da: Sanford Bookstaver
- Scritto da: Maisha Closson (sceneggiatura), Dick Wolf (soggetto) e Matt Olmstead (soggetto)

### Trama
La squadra collabora con l'Unità vittime speciali di New York per catturare una banda di pedofili. Voight con l'aiuto della sua squadra scopre dove si trova uno dei pedofili salvando una bambina rapita dal pedofilo che rimane ucciso durante un inseguimento. Mentre Erin si occupa della bambina che la squadra ha salvato Teddy venuto al distretto vedendo una delle foto sulla lavagna di Voight rivela chi è il capo dei pedofili che si scopre essere il capo dei servizi sociali che da anni rapisce e violenta bambini per poi lasciarli violentare dai suoi affiliati pedofili. Voight malmena il pedofilo per farsi dire dove sono il resto dei bambini rapiti e quando l'uomo realizza che in prigione verrà ucciso cede e rivela dove sono i bambini che ha rapito dopodiché l'uomo viene condannato all'ergastolo per tutti i suoi crimini. Erin trovata una buona famiglia per la bambina che ha salvato l'accompagna a incontrare i nuovi genitori adottivi mentre Voight e Olivia festeggiano la vittoria e Voight fa capire a Olivia che pur avendo metodi diversi entrambi cercano con ogni mezzo di proteggere le loro rispettive città e di essere ognuno i rispettivi guardiani delle loro città che proteggono e difendono in ogni modo.
- Questo episodio conclude un crossover con Chicago Fire e Law & Order - Unità vittime speciali, che inizia nell'episodio Nessuno tocchi niente e continua nell'episodio Pedofili.

## Incarico dell'anno
- Titolo originale: Assignment of the Year
- Diretto da: Nick Gomez
- Scritto da: Mick Betancourt

### Trama
Il lavoro fuori orario di Dawson nel campo della sicurezza privata prende una brutta piega quando l'uomo che stava proteggendo viene ucciso. La morte dell'uomo potrebbe costargli anche il lavoro di poliziotto poiché si scopre che il cliente era un trafficante di diamanti. Voight e la sua squadra risolvono il caso e catturano l'assassino, ma non riescono ad arrestare la moglie della vittima dopo aver scoperto che era la mandante dell'omicidio. Pur di salvare il distintivo di Dawson, Voight e Olinsky ricorrono a falsificare i documenti di un'indagine sulla vittima.

## Meglio morto
- Titolo originale: Called in Dead
- Diretto da: Alik Sakharow
- Scritto da: Craig Core e Tim Walsh

### Trama
Un'amica di Nadia viene trovata in overdose a casa di Lindsay; Voight e la sua squadra scoprono che l'eroina è stata creata in un laboratorio di uno strip club. La squadra si reca sul posto, compiendo un'operazione antidroga non autorizzata, nella quale arrestano due persone e sequestrano 20 kg di eroina. Intanto la moglie di Olinsky viene presa in ostaggio dal proprietario dell'eroina che richiede la merce in cambio della vita della donna. Alvin finge di accettare di restituire la droga ai trafficanti, perciò si reca al deposito prove dove recupera la droga, ma nasconde una pistola nella borsa per usarla al momento giusto, riuscendo a cogliere di sorpresa uno dei trafficanti che lo aspettava in macchina e a ucciderlo sparandogli in testa. Dopo aver chiamato Voight e avergli raccontato l'accaduto, i due si mobilitano insieme arrestando l'altro trafficante che teneva in ostaggio la moglie di Alvin. Arrestato il trafficante, la squadra capisce che qualcuno all'interno della polizia li ha venduti ai trafficanti di droga, scoprendo che si tratta di un cancelliere dell'ufficio giudiziario corrotto che, per soldi, si era venduto ai criminali precedentemente arrestati. Il criminale viene arrestato e condannato per i suoi crimini. Lindsay intanto continua a soppesare l'idea di lasciare la squadra per entrare in una task force dell'FBI. Burgess deve fare fronte all'ex partner e fidanzata di Roman; mentre le due discutono Burgess viene gravemente ferita.

## Non lasciarmi solo
- Titolo originale: Shouldn't Have Been Alone
- Diretto da: Fred Berner
- Scritto da: Michael Weiss

### Trama
Burgess viene gravemente ferita sotto lo sguardo incredulo e disperato di Roman e viene portata d'urgenza in ospedale. Ruzek, sempre più in pensiero per lei, si rende conto di amarla veramente. Voight e la sua squadra indagano su una casa in cui si trovano ordigni esplosivi e trovano una connessione tra un professore e uno dei suoi studenti. Lindsay entra in una nuova task force; Voight chiede a Burgess se vuole entrare nella sua squadra e lei risponde che ci penserà.

## Mai più insieme
- Titolo originale: We Don't Work Together Anymore
- Diretto da: Mario Van Peebles
- Scritto da: Mo Masi

### Trama
Burgess lascia l'ospedale e viene assegnata a un lavoro di scrivania per continuare la convalescenza, così Platt si ritrova a lavorare in coppia con Roman. Intanto, Voight lavora con la task force di Lindsay per un caso di rapimento. Lindsay non si trova bene nella nuova task force e inizia una relazione segreta con Halstead.

## Una famiglia distrutta
- Titolo originale: Disco Bob
- Diretto da: Holly Dale
- Scritto da: Maisha Closson e Cole Malinska

### Trama
La squadra indaga su un doppio omicidio che è collegato al passato di Voight. I sentimenti di Halstead per Lindsay continuano a crescere, ma sarà un problema tenere segreta la relazione dato che Lindsay è occupata nella task force a combattere traffici internazionali, tuttavia Erin si sente a disagio perché le cose non erano come se le aspettava. Burgess torna finalmente a lavorare sul campo insieme a Roman, il quale si sente ancora in colpa per quello che è successo alla sua collega. Burgess, infatti, ha deciso di rimanere una poliziotta di pattuglia per ora e di non entrare nella squadra. Nel frattempo Erin, stufatasi poiché la task force è solo una questione politica e non qualcosa che protegge i più deboli, chiede a Voight di riavere il suo posto, cosa che il padre adottivo accetta con piacere restituendole il suo posto nella squadra, visto che entrambi condividono lo stesso codice morale.
- Guest star: Jack Coleman (Bob Ruzek).

## Il piromane
- Titolo originale: A Little Devil Complex
- Diretto da: Steve Shill
- Scritto da: Michael Brandt e Derek Haas

### Trama
La squadra è sulle tracce di un piromane che ha appiccato diversi incendi, in uno dei quali ha perso la vita Leslie Shay. Durante l'indagine, il piromane inganna la polizia con l'uso di vari nomi falsi, tra cui quello di un pompiere che aveva perso la vita insieme al padre di Peter Mills. Intanto il nuovo atteggiamento positivo di Platt incuriosisce Burgess e Roman, mentre Lindsay ha un po' di dubbi sulla task force.
- Questo episodio conclude un crossover con Chicago Fire che inizia nell'episodio Sorelle.

## Una madre
- Titolo originale: Erin's Mom
- Diretto da: Mark Tinker
- Scritto da: Craig Gore e Tim Walsh

### Trama
Voight e la sua squadra indagano su un duplice omicidio in cui sono morti il direttore di una banca e suo figlio e che ha qualcosa a che fare con Bunny, la madre di Lindsay. Il criminale viene trovato e arrestato, ma in seguito evade. L'intera squadra riesce a catturarlo nuovamente, ma mentre l'uomo viene riportato al distretto viene ucciso dalla moglie del direttore di banca assassinato, che Alvin aveva incontrato quando le aveva spiegato cosa era accaduto al marito e al figlio. La donna durante l'interrogatorio spiega di averlo fatto perché dopo che il criminale era evaso non voleva permettere che evadesse di nuovo e nuocesse ad altre persone, citando una frase dettale da Alvin, ovvero che alcune persone non meritano di stare al mondo. Alvin, triste per quanto accaduto alla povera donna, le rimane accanto, promettendole che faranno in modo che abbia una pena lieve. Intanto Dawson inizia una relazione sentimentale dopo il divorzio.

## Che stai facendo!
- Titolo originale: What Do You Do
- Diretto da: Nick Gomez
- Scritto da: Derek Haas e Michael Brandt

### Trama
Mentre si trovano di pattuglia, Burgess e Roman incappano in un'operazione di contrabbando e vengono presi in ostaggio. Intanto la squadra dovrà fare a meno di trovarli.

## Il baratro
- Titolo originale: What Puts You on That Ledge
- Diretto da: Fred Berner
- Scritto da: Eduardo Javier Canto e Ryan Maldonado

### Trama
Gli Affari Interni incaricano Dawson di lavorare sotto copertura per indagare sulla scomparsa di un poliziotto. Intanto Burgess e Roman si occupano di una chiamata per rapina che si trasforma in un caso di omicidio.

## Di' il suo nome
- Titolo originale: Say Her Real Name
- Diretto da: Nick Gomez
- Scritto da: Craig Gore (sceneggiatura), Tim Walsh (sceneggiatura), Dick Wolf (soggetto), Matt Olmstead (soggetto)

### Trama
Voight e la sua squadra indagano sull'omicidio di una manifestante avvenuto durante una protesta, sospettando subito di un ricco diplomatico argentino. Voight decide di sequestrare il diplomatico e lo porta dai suoi amici mafiosi per terrorizzarlo e fargli capire che non ha alcuna paura di lui, che non gli importa se ha l'immunità diplomatica e che gli risponderà volente o nolente. L'uomo continua a negare ripetutamente finché non viene smascherato con un video che lo immortalava con la ragazza uccisa, mentre aveva rapporti sessuali con lei. Ormai smascherato, l'uomo ammette di averci fatto sesso, ma giura che non l'ha uccisa. Voight nota che, di fatto, il video trovato era in una mail che lo minacciava e che effettivamente non avrebbe potuto minacciarsi da solo, perciò decide di lasciarlo andare e fa un patto col diplomatico per tenere segreta l'intera faccenda. Si scoprirà alla fine che era stato uno degli ambientalisti del gruppo di cui la ragazza faceva parte. L'assassino aveva avuto l'idea di fare il video con la complicità della ragazza, che poi si era pentita e voleva denunciare tutto alla polizia, ma lui l'aveva spinta uccidendola per sbaglio. In seguito aveva deciso di proseguire il suo piano, mandando il video al ricco diplomatico per ricattarlo e arricchirsi. Intanto Will, il fratello di Halstead, torna a Chicago dopo un'esperienza a New York.

## Un favore ricambiato
- Titolo originale: Get Back to Even
- Diretto da: Jann Turner
- Scritto da: Mike Weiss (accreditato come Michael Weiss) e Craig Gore

### Trama
L'indagine su una rapina finita male rivela un collegamento tra Voight e un adolescente nero scomparso. Nel frattempo Trudy si occupa di una bambina nera che è la sorellina di uno dei rapinatori e quando la zia della bimba che è una tossica si presenta al distretto di polizia imbottita di stupefacenti per reclamare la nipote Trudy glielo impedisce non volendo permettere a una tossica di occuparsi di una bambina e quando la donna rifiuta di andarsene Trudy la minaccia di buttarla fuori con la forza e la tossica capendo che Trudy non sta scherzando se né va frustrata e successivamente Trudy chiama i servizi sociali per trovare una buona famiglia per la bambina. Voight e il resto della squadra riescono a scoprire che il ragazzo scomparso era stato costretto dai suoi compagni a fare quella rapina perché se non avesse obbedito avrebbero ucciso sua madre. Successivamente Voight e Jay salvano il ragazzo dai criminali che lo inseguivano uccidendoli. La vera ragione del ritorno del fratello di Halstead diventa chiara ovvero che Will ha chiesto un posto al Chicago Med come chirurgo.

## La tratta
- Titolo originale: The Three G's
- Diretto da: Sanford Bookstaver
- Scritto da: Craig Gore e Tim Walsh

### Trama
Il ritrovamento di alcuni cadaveri di donne in una fabbrica di Chinatown porta Voight e la sua squadra a indagare su un boss mafioso trafficante di schiavi che Olinsky aveva già incontrato in passato. Intanto Roman ha un alterco con un collega e Platt aiuta Nadia a prepararsi per il test della verità. Alvin, determinato a rintracciare il boss mafioso insieme a Voight e al resto della squadra, riesce a rintracciare il criminale con l'aiuto della Triade. Alvin, rimasto faccia a faccia con il boss, si prepara a ucciderlo per punirlo di tutti i suoi crimini, ma Voight convince l'amico a non farlo e il boss mafioso viene arrestato e mandato in prigione a vita.

## Casi collegati
- Titolo originale: The Number of Rats (2)
- Diretto da: Nick Gomez
- Scritto da: Matt Olmstead (soggetto e sceneggiatura), Warren Leight (soggetto) e Cole Maliska (sceneggiatura)

### Trama
Il sergente Olivia Benson arriva a Chicago da New York per collaborare con l'Intelligence su un altro caso di una donna ustionata. La donna viene ritrovata dai vigili del fuoco di Chicago, in un incendio che, dopo un approfondimento sulle sue modalità, si rivela essere doloso, e appiccato apposta per occultare il cadavere, che sarebbe stato ritrovato come semplice vittima del fuoco. Il colpevole viene identificato grazie alle riprese della sua auto, ma non ci sono sufficienti prove per arrestarlo. Le similitudini con un caso simile avvenuto dieci anni prima, in cui una donna era stata uccisa con le stesse modalità, ed il particolare dello smalto verde, messo sulle unghie dall'omicida, è il punto di partenza per collegare gli omicidi. L'uomo indossa infatti un camice da medico, e questo è un indizio fondamentale, che porta inizialmente anche ad identificare come possibile sospettato un membro del Chicago Med imparentato con un agente del dipartimento. Dopo lunghe indagini, però l'uomo si rivela essere innocente, e i sospetti si concentrano sul dottor Greg Yates, che si rivelerà un criminale molto furbo e capace di sfuggire sempre alla cattura grazie ad abili trucchi elaborati.
- Guest star: Dallas Roberts (dottor Gregory "Greg" Williams Yates), Mariska Hargitay (sergente Olivia Benson),  Danny Pino (detective Nick Amaro),  Ice-T (detective Odafin Tutuola).
- Nota: questo episodio è la seconda parte di un crossover con Chicago Fire e Law & Order - Unità vittime speciali che inizia nell'episodio Caramellina (CF 3x21) e si conclude nell'episodio il sognatore (L&O SVU 16x20).
- Nota: in questa puntata debutta il personaggio del supercriminale Greg Yates, protagonista di un ciclo narrativo di sei diversi episodi, due di Chicago P.D. e quattro di Law & Order - Unità vittime speciali. La sua storia si intreccia anche con quella di un altro celebre criminale della saga, il dottor Carl Rudnick.

## Nadia
- Titolo originale: There's My Girl
- Diretto da: Mark Tinker
- Scritto da: Mike Batistick (accreditato come Michael Batistick) e Mo Masi

### Trama
Voight e la sua squadra indagano su un attentato dinamitardo in un locale che ruota intorno a un minorenne, l'unico testimone dell'accaduto. Linsday tenta di superare la morte di Nadia e Atwater commette un errore che lo fa retrocedere in pattuglia, facendosi sostituire da Burgess. Intanto, il sergente Platt cerca di convincere i suoi superiori a concedere a Nadia una lapide commemorativa (lo stesso onore riservato ai poliziotti caduti in servizio), riuscendoci solo grazie all'aiuto di Voight.

## Una strage perfetta
- Titolo originale: Push the Pain Away
- Diretto da: Sanford Bookstaver
- Scritto da: Eduardo Javier Canto (soggetto), Ryan Maldonado (soggetto) e Mike Weiss (accreditato come Michael Weiss) (sceneggiatura)

### Trama
Voight e la sua squadra indagano sulla strage avvenuta in un club e Atwater (nel frattempo retrocesso in pattuglia) aiuta a dare una mano a trovare i colpevoli. Platt e Halstead cercano di capire come sta Lindsay, Burgess sostituisce Atwater nell'Intelligence e Voight si ritrova a dovere negoziare con un individuo mentalmente instabile.

## La vendetta
- Titolo originale: Born Into Bad News
- Diretto da: Mark Tinker
- Scritto da: Craig Gore e Tim Walsh

### Trama
Mentre la squadra ha per le mani un caso di poliziotti corrotti, Lindsay è talmente sopraffatta dal dolore da compiere un gesto estremo. Intanto Ruzek chiede a Burgess di sposarlo e Atwater torna nell'Intelligence.